# Riso glutinoso nel bambù
Il riso glutinoso nel bambù (in thailandese ข้าวหลาม e in laotiano: ເຂົ້າຫລາມ, entrambi traslitterati khao lam, pronuncia IPA kʰâw lǎːm]; in khmer: ក្រឡាន , kralan; in birmano: ပေါင်းတင်, paung din, o ကောက်ညှင်းကျည်တောက် , kauk hnyin kyi dauk; in vietnamita: cơm lam) è un cibo popolare diffuso soprattutto nel Sud-est asiatico composto da una miscela a base di riso appiccicoso arrostita all'interno di segmenti di bambù che possono avere diversi diametri, lunghezze e spessore. Viene consumato sia come contorno salato che come dessert dolce.

## Storia
Tra i Paesi a cui viene attribuita la paternità del riso glutinoso nel bambù vi sono il Laos, la Cambogia, la Malaysia e la Thailandia.

## Nomi
Il piatto è conosciuto con vari nomi in tutto il Sud-est asiatico, in laotiano e thailandese khao significa riso e lam indica il processo di tostatura della miscela inserita nei segmenti di bambù, mentre in vietnamita cơm lam significa "riso cotto nel bambù".

## Varianti

### Cambogia

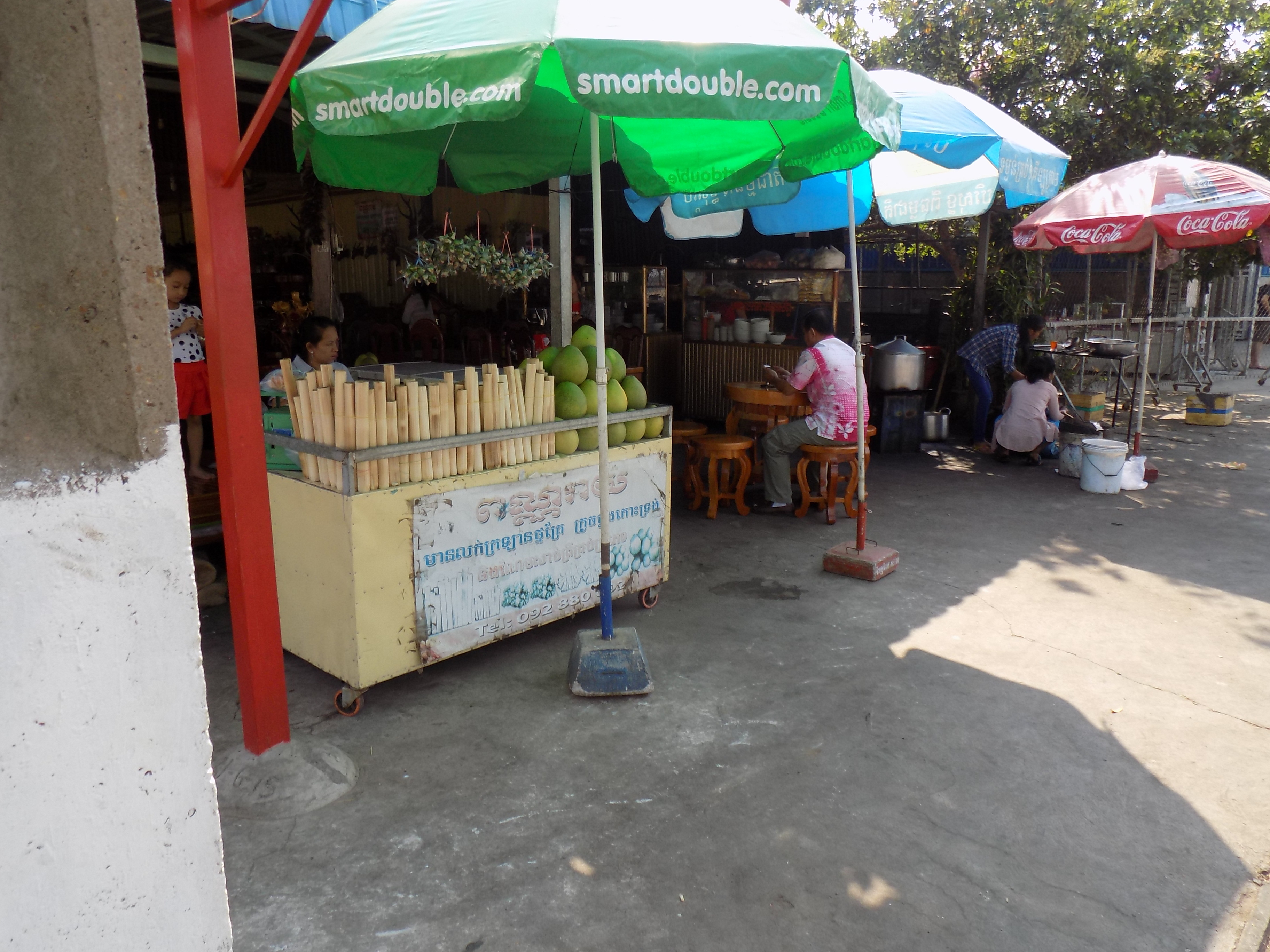
Bancarella cambogiana di kralan

In Cambogia, il riso appiccicoso nel bambù è chiamato kralan (ក្រឡាន). Si prepara arrostendo sul fuoco per circa 90 minuti una miscela di riso glutinoso, particolari tipi di piselli o fagioli, latte di cocco, cocco grattugiato e zucchero di palma inserita nei segmenti di bambù. Il kralan viene spesso consumato durante il Capodanno cinese e khmer. Ritrovamenti archeologici hanno evidenziato che il riso era cucinato nel bambù già dalle tribù Mon-Khmer e nell'Impero Khmer il kralan era usato come razione per i militari, Per questa ragione, lo storico Michel Tranet ha sostenuto che il metodo di arrostire il riso appiccicoso in tubi di bambù abbia avuto origine in Cambogia. Il villaggio di Thma Krae nella provincia di Kratie e il villaggio di Samrong Khnong nella provincia di Battambang sono diventati famosi per il loro riso appiccicoso in bambù.
Durante la stagione del raccolto, i buddisti cambogiani nella regione di Angkor celebrano un particolare rito notturno durante il quale i contadini locali, mentre il bambù con il riso appiccicoso viene grigliato, si sdraiano uno accanto all'altro in quello che viene chiamato plang kralan, formando un ponte umano su cui camminano i monaci buddisti per ottenere meriti e invocare un raccolto abbondante.

### Laos

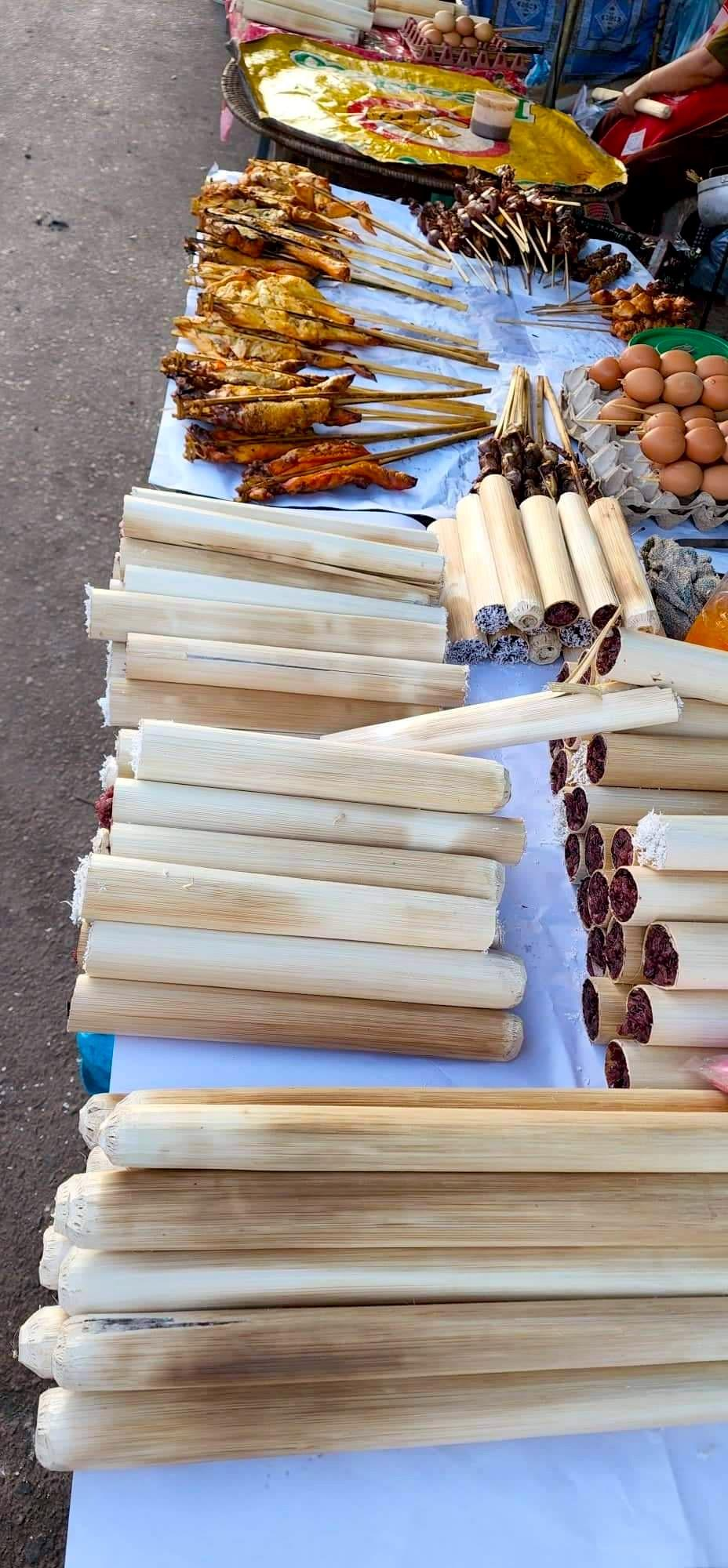
Khao lam e ping kai venduti sui banchetti lungo le strade laotiane

Il riso appiccicoso è radicato nel patrimonio culinario nazionale e figura nelle tradizioni religiose del popolo laotiano. Sin dai tempi antichi i laotiani usavano il riso appiccicoso per preparare il khao lam sia per i banchetti che per le offerte ai monaci. Il khao lam laotiano può essere preparato con riso appiccicoso bianco o viola (khao kum) mescolato con crema di cocco, fagioli, piccoli pezzi di taro o patata dolce. Può essere consumato come dolce o cibo per feste e celebrazioni che viene spesso servito con ping kai, noto anche come kai yang (il tradizionale pollo alla griglia laotiano). Khao lam e ping kai sono molto popolari e sono cibo di strada in Laos.

### Birmania (Birmania)
Paung din ( ပေါင်းတင်း ) o kaukhnyin kyidauk ( ကောက်ညှင်းကျည်တောက် ) è un cibo pronto da mangiare cotto in un segmento di bambù. Quando il bambù viene staccato, attorno al riso rimane una pellicola sottile che emana un aroma caratteristico.

### Thailandia
Diffuso in prevalenza nella regione del Nordest, il khao lam è composto da riso appiccicoso con fagioli rossi, zucchero, cocco grattugiato e latte di cocco . Può essere preparato con riso glutinoso bianco o viola scuro (khao niao dam). A volte descritti come una "torta", i khao lam hanno talvolta al proprio interno un ripieno che può essere di durian, taro, granoturco o crema pasticcera al cocco a base di latte di cocco, uova e zucchero. Il khao lam può essere consumato come cibo salato o come dessert. È un alimento culturale che rientra tra i prodotti OTOP (One Tambon One Product, il prodotto principale per il quale un tambon si specializza), Giunto in Thailandia con gli immigrati laotiani, è ormai entrato nella tradizione gastronomica nazionale. Viene anche offerto dai thailandesi ai monaci buddhisti per acquisire meriti.

### Vietnam
In Vietnam prende il nome cơm lam e si trova soprattutto nella zona montuosa nordoccidentale. Ha avuto origine quando i locali, tra cui i membri delle etnie facenti parte dei popoli tai, si preparavano per lunghi viaggi inserendo il riso bagnato ( cơm ) con l'aggiunta di sale, all'interno del bambù e cucinandolo. Il cơm lam viene servito anche nelle bancarelle degli altopiani centrali assieme al pollo.

### Malesia, Indonesia e Brunei
In Malesia, Indonesia e Brunei è noto come lemang, viene per tradizione consumato durante le celebrazioni di Eid-ul-Fitr e come contorno per il rendang. Si differenzia dagli altri risi glutinosi nel bambù del Sud-est asiatico per essere prevalentemente salato e per essere avvolto in foglie di banana prima di essere inserito nel bambù.

### Taiwan e Cina del sud-ovest
Il riso glutinoso nel bambù è diffuso anche a Taiwan e nelle province cinesi sudoccidentali dello Yunnan, del Guangdong, del Guangxi e dell'Hainan.

## Galleria d'immagini

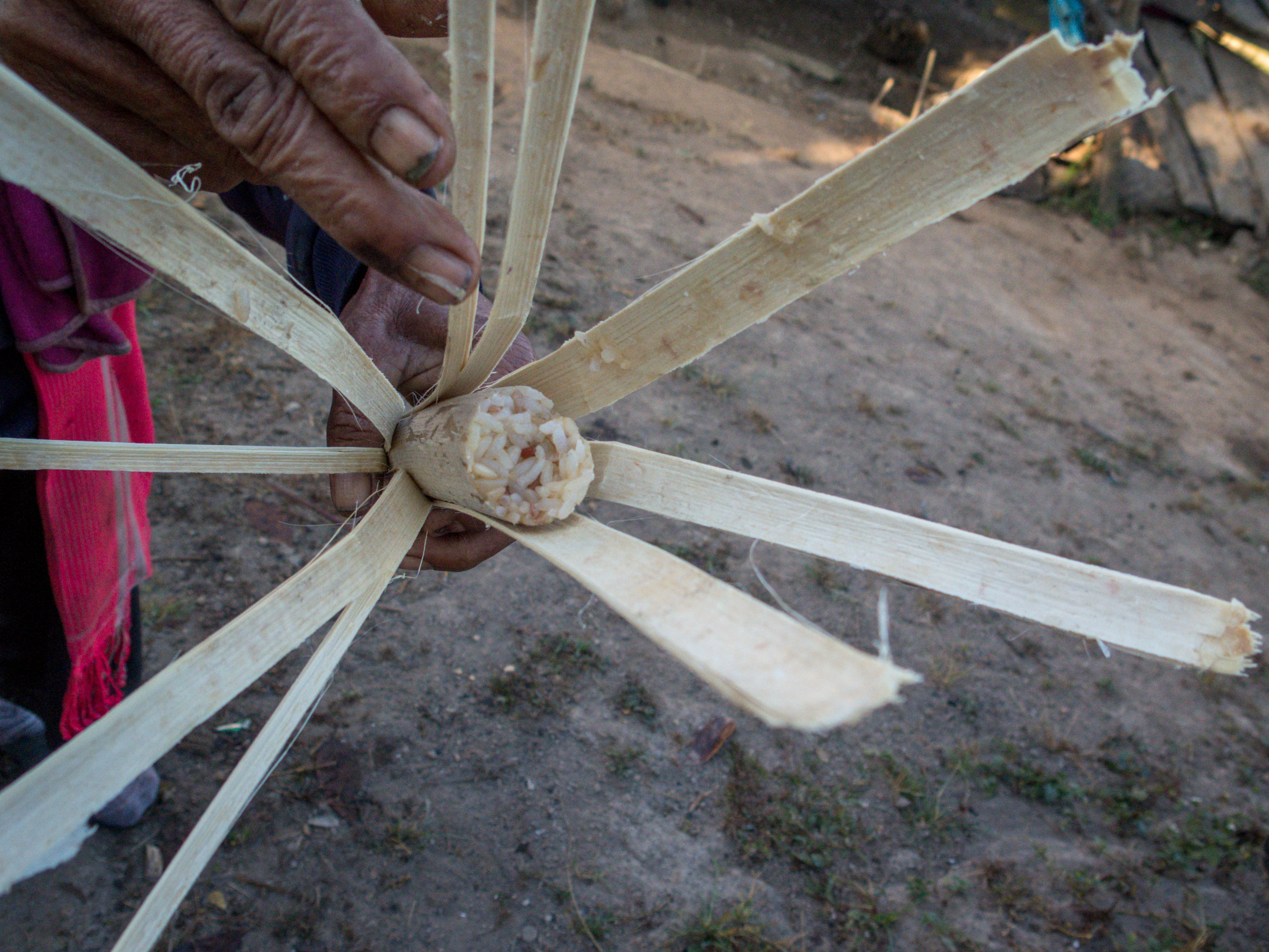
Khao lam thailandese con bambu di spessore fine
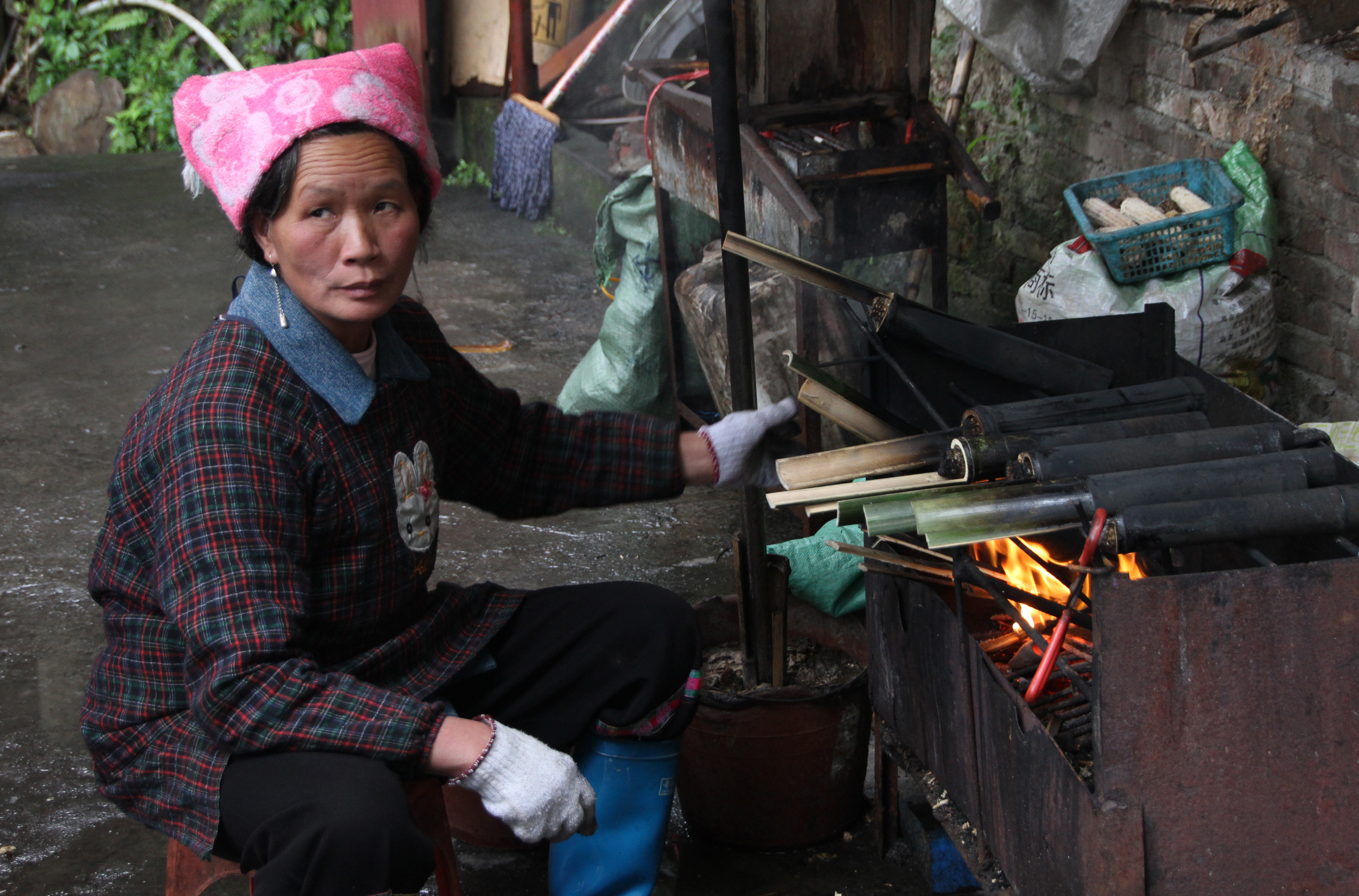
Preparazione in un ristorante di Guilin
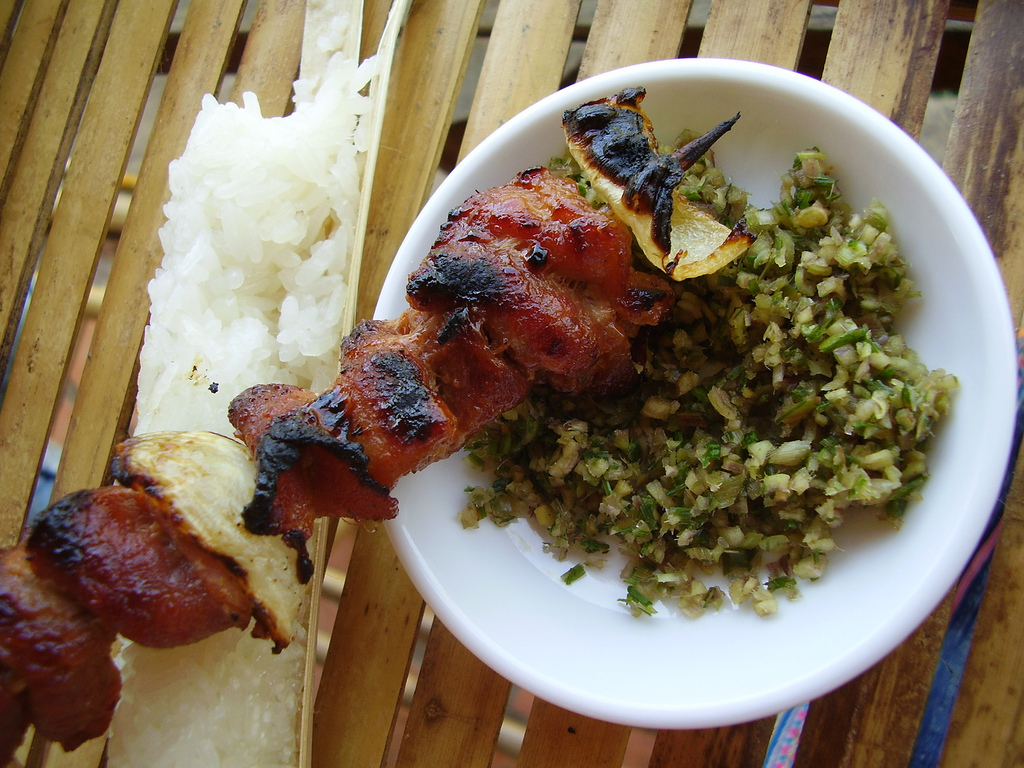
Cơm lam vietnamita
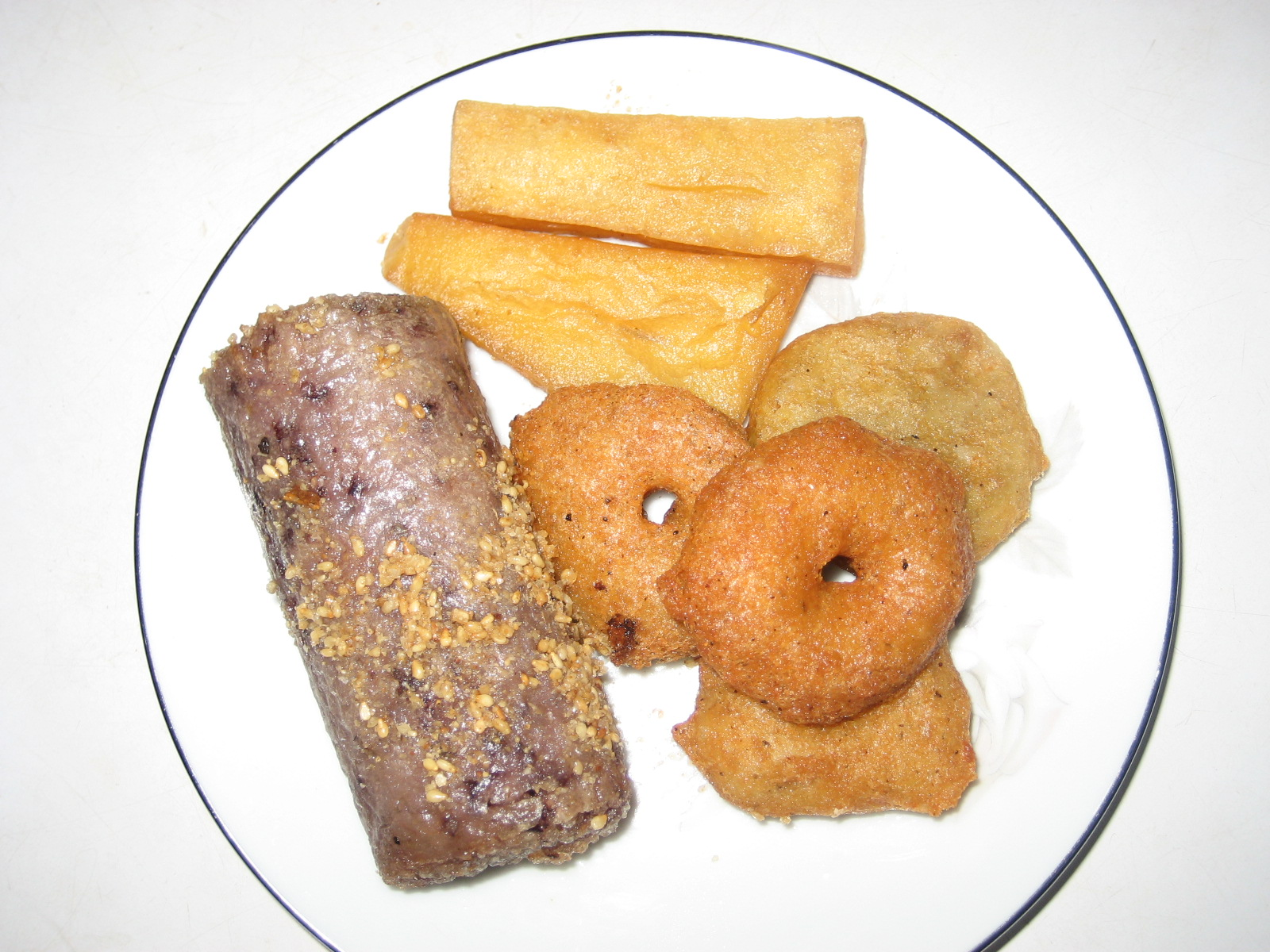
Paung din e frittelle birmane sono cibi comuni per la colazione in Birmania
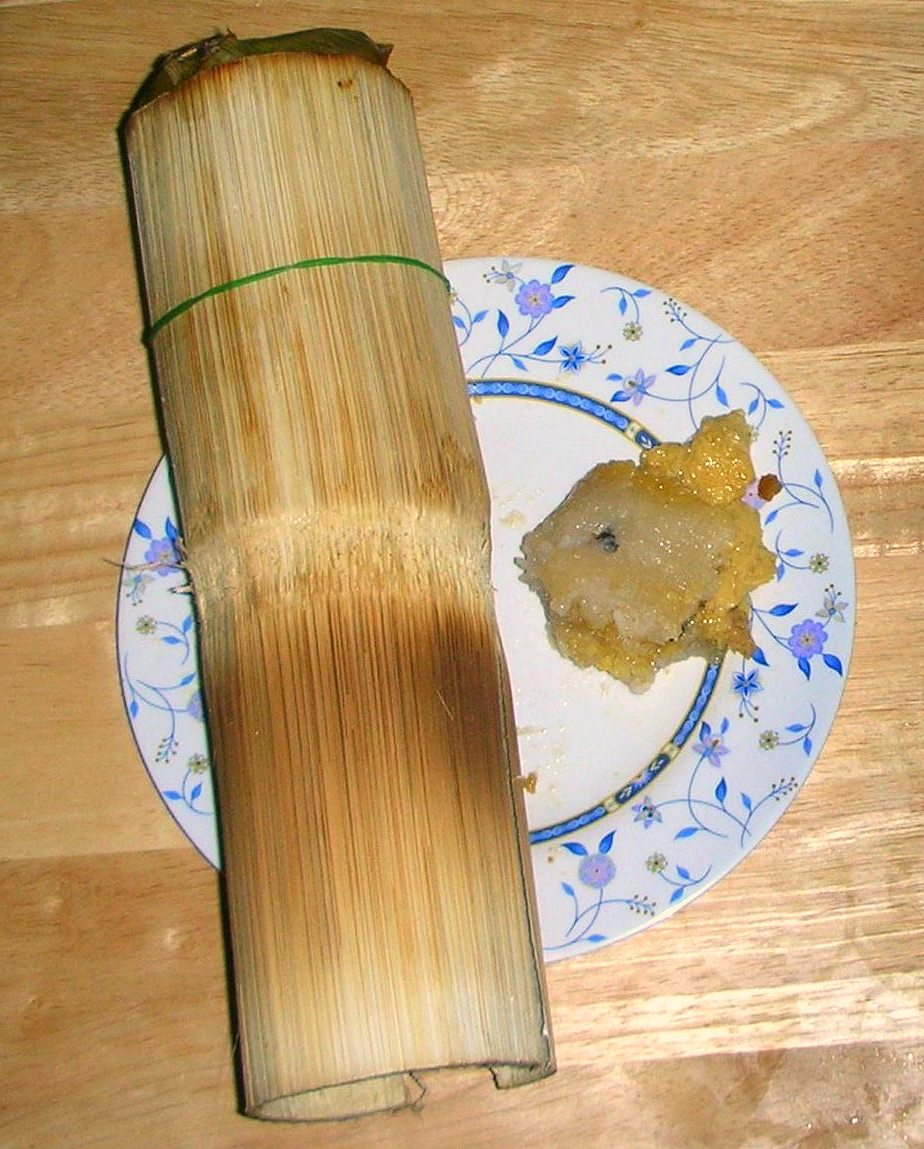
Khao lam con crema pasticcera al cocco
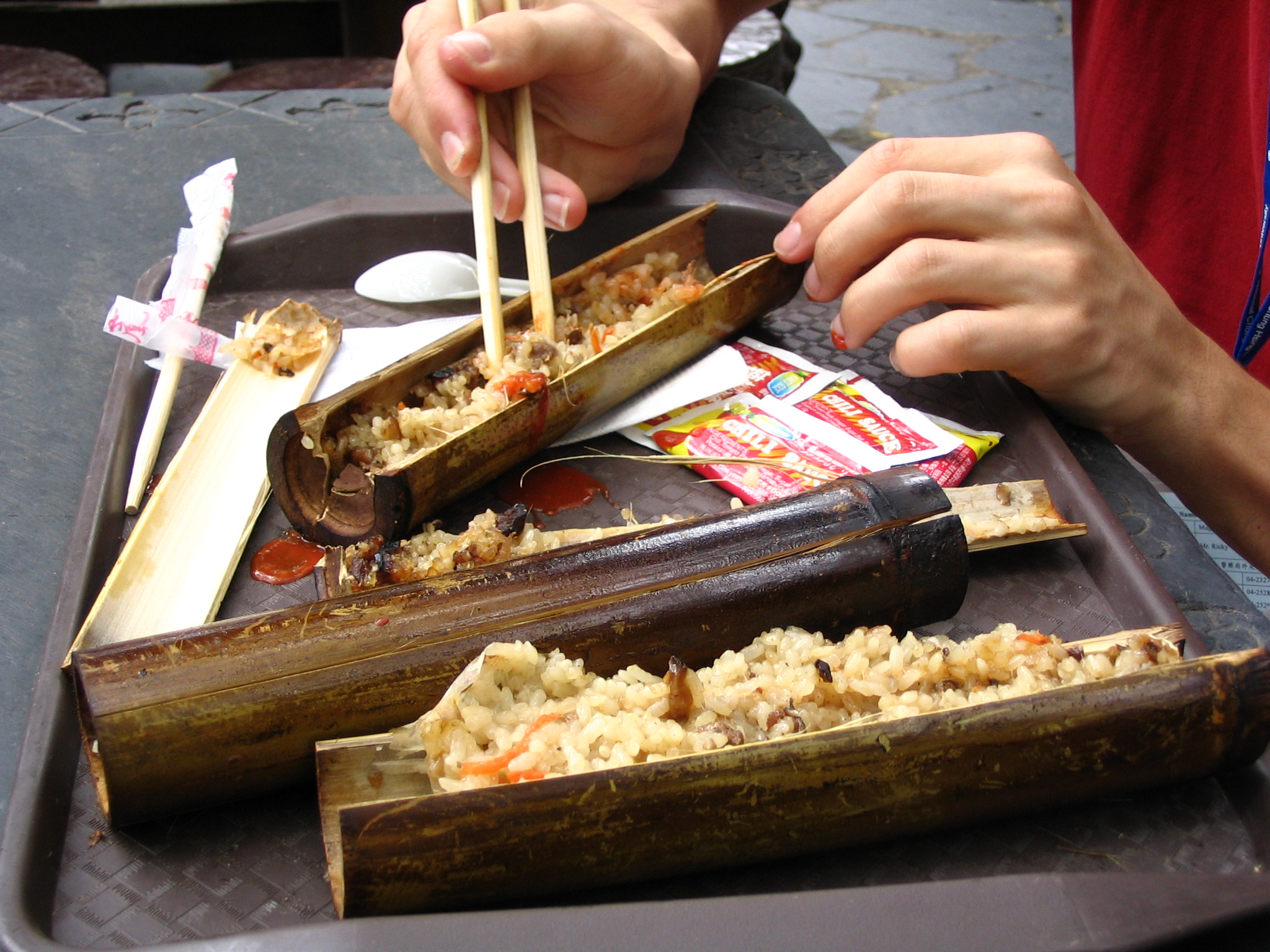
Riso glutinoso nel bambù a Taiwan